# エレうた!
『エレうた!』は、NHKラジオ第1で2011年4月30日から2014年3月21日まで放送されていた音楽番組である。

## 概要
2011年4月から事実上の毎週放送となっていたアニメーションの情報・トーク番組『渋谷アニメランド』の派生番組である。コンピュータ合成ソフト（ボーカロイド・UTAU）を活用した楽曲（これを番組では「エレクトリック・ソング」=「エレうた」と紹介する）の内、インターネット上ですでに公開されている製作者の放送許可が得られた楽曲と、番組で募集するオリジナル楽曲の2種類を取り上げる。
まず、桃井はるこ司会のパイロット版『エレうた! ver.0.1!』が2011年3月26日 19:30 - 20:55に生放送され、同年4月30日から原則最終土曜日の22:15 - 22:55に桃井と花澤香菜の司会にてレギュラー生放送された。2012年4月から原則最終日曜日の20:05 - 20:55に放送時間が変更されるとともに、パーソナリティが花澤から小倉唯に交代した（桃井は続投）。
なお、放送日が衆議院議員総選挙・参議院選挙の行なわれる最終日曜日の場合は、公職選挙法の規定により選挙開票速報が優先される為に変更され、『NHK紅白歌合戦』が行われる場合は12月24日に繰り上げられる。
制作統括の橋浦明彦は、番組開始の趣旨として「エレクトロニカやトランスといったジャンルが萌え系の合成ソフトを使うことによって親しみやすくなり、音楽ジャンルの一つとして成り立つようになった」と語っている。
2013年3月31日で定期放送は終了となり、その後2013年度はタイトルも「Live! エレうた!」と改題され特集番組として4回放送された。これは、NHKラジオセンター内やNHKスタジオパーク内の公開スタジオなどで公開収録、または生放送を行い、音声合成ソフトの歌声だけでなく、アニメソングを歌う歌手によるライブやトークなどを楽しむという趣旨が込められている。

## パーソナリティ
パイロット・レギュラー放送時代
- 桃井はるこ（2011年3月26日 - 2013年3月31日）
- 花澤香菜（2011年4月30日 - 2012年3月31日）
- 小倉唯（2012年4月29日 - 2013年3月31日）

特番時代
- 喜屋武ちあき
- 三澤紗千香

## 出来事
レギュラー放送時代
- 2011年5月28日放送分では関東地方で緊急地震速報があったため、最後のリクエスト曲[5]が流れずそのまま終了した[6]。
- 2011年7月24日には「ベルサール秋葉原」で公開録音が行われ[7]、この模様は8月16日の20:05 - 21:30に放送された。
- 2012年9月30日放送予定分は、台風17号の情報を優先して放送したことから、10月7日に延期された[8]。
- 2012年10月28日はプロ野球日本シリーズ第2戦放送のため、放送を休止した。
- 2011年11月25日放送分については、「エレうた!"歌声"ワークショップ」として放送され、放送開始時間も19:50 - 20:55に拡大した。
- 2013年8月23日放送分については、「夏のバンド祭り」をテーマに、ロックバンド風の作品を取り上げた（8月5日にみんなの広場ふれあいホール＜オープンスタジオ＞で収録）。

特番時代
- 2013年5月6日放送分については、「ダンス!ダンス!ダンス!」をテーマに、ダンスチューンを取り上げた（4月27日にみんなの広場ふれあいホールで収録）。
- 2013年8月23日放送分については、「夏のバンド祭り」をテーマに、ロックバンド風の作品を取り上げた（8月5日にみんなの広場ふれあいホール＜オープンスタジオ＞で収録）。
- 2013年12月30日放送分については、「Live!エレうた!in長野・佐久」として、「星」をテーマにした楽曲を取り上げた（11月17日・佐久市子ども未来館プラネタリウムで収録）。
- 2014年3月21日放送分については、最終回として「卒業のうた」をテーマに別れをモチーフとした楽曲を取り上げた（3月10日にみんなの広場ふれあいホールで収録）。